# Sévignacq
Sévignacq é uma comuna francesa na região administrativa da Nova Aquitânia, no departamento dos Pirenéus Atlânticos. Estende-se por uma área de 17,43 km². Em 2010 a comuna tinha 766 habitantes (densidade: 43,9 hab./km²).